# Manfred Sakel
Manfred Joshua Sakel (6. juni 1900 i Nadwórna (nu Ukraine) - 2. december 1957 i New York) var en jødisk-østrigsk (senere østrigsk-amerikanske) neurofysiolog og psykiater, kendt for at udvikle insulin-chokterapi i 1927.

## Liv og gerning
Sakel blev født i det tidligere Østrig-Ungarn, som var en del af Polen mellem verdenskrigene. Sakel studerede medicin ved universitetet i Wien 1919-1925 med speciale i neurologi og neuropsykiatri. I 1933 blev han forsker ved universitetet i Wiens neuropsykiatrisk klinik. I 1936 valgte han, efter at have modtaget en invitation fra Frederick Parsons, staten kommissær for mentalhygiejne, at udvandre fra Østrig til USA. I USA blev han en behandlende læge og forsker ved Harlem Valley State Hospital.
Dr. Sakel var udvikleren af insulin-chokterapi fra 1927, men han begyndte at lave forsøg med det i 1933 som ung læge i Wien. I 1927 behandlede Sakel en sukkersyg skuespillerinde, der havde misbrugt morfin. Efter en overdosis insulin, der førte til en let koma, syntes skuespillerinden at være kureret for sin morfinafhængighed. Han forsøgte herefter at anvende metoden på skizofrene. I 1933 indsprøjtede Sakel insulin i store doser i skizofrene. De kunne få kramper, og til sidst gik de i koma, fordi deres krop manglede sukker. 15-30 minutter efter indsprøjtning fik patienterne glukose og kom til bevidstheden igen. Der var 30-40 chok i løbet af 2-3 måneder.
Sakel nåede frem til, at insulin-induceret koma og kramper, på grund af det lave niveau af glukose opnået i blodet (hypoglykæmiske krise), havde en kortsigtet evne til at ændre den mentale tilstand af narkomaner og antipsykotika, undertiden på dramatisk vis. Han opgav selv, at op til 88% af hans patienter fik forbedret tilstand ved insulin-chokterapi, mens de fleste andre læger, som siden prøvede hans metode, rapporterede blandede resultater, og det blev til sidst godtgjort, at hans patientudvælgelse var selektiv, og at der ikke var nogen særlige fordele, hvorimod metoden havde mange risici, bivirkninger og dødsfald. 
I slutningen af 1930’erne var denne chokbehandling indført i USA og de fleste europæiske lande. Da det viste sig, at metoden ikke gav de forventede resultater, voksede kritikken. I USA og andre lande blev den gradvist forladt igen efter indførelsen af elektrochock-behandling i 1940'erne og de første neuroleptika i 1950'erne.